# Zao (James Bond)
Zao é um personagem do filme 007 Um Novo Dia Para Morrer, vigésimo da série cinematográfica de James Bond, criado por Ian Fleming.

## Características
Zao é um terrorista e assassino norte-coreano trabalhando com o Coronel Moon, um militar renegado, no contrabando ilegal de armas na Zona Desmilitarizada entre as duas Coreias. Preso por forças da ONU depois de cometer um atentado, é posteriormente devolvido aos coreanos numa troca por Bond, prisioneiro  dos militares na Coreia do Norte. Internado numa clínica cubana para fazer uma completa transformação genética, ao ter seu processo interrompido por 007, que causa uma explosão no local, torna-se um dos mais amedrontadores vilões da série, com a pele extremamente pálida, olhos azuis vazios, veias saltando no rosto e pequenos diamantes incrustados na face e pelo corpo.
A maquiagem do ator Rick Yune, que o viveu nas telas, levava cerca de três horas para ser feita a cada cena dele caracterizado como o personagem depois da transformação.

## Filme
Zao tem sua primeira aparição e seu primeiro encontro com Bond quando 007, disfarçado de contrabandista de diamantes, encontra-se na Zona Desmilitarizada fazendo negócios com o Coronel Moon, de quem é capanga e assistente. Zao tira um fotografia de Bond e a envia por satélite a algum lugar, de onde vem sua identificação real como agente do MI-6. Preso, ele causa a explosão do saco de diamantes que levava, e as pedras inscrustam-se pelo rosto e corpo de Zao. Meses depois, ele é trocado por Bond sobre uma ponte entre as duas Coreias; um havia sido aprisionado pelas forças da ONU, depois de tentar sabotar um encontro político entre líderes da China e da Coreia do Sul, matando três agentes chineses antes de ser pego e o outro pelas forças norte-coreanas, durante o enfrentamento com Moon.
Procurando se vingar de Zao e de quem o traiu, Bond vai a Cuba, onde o terrorista foi localizado pelo 
Serviço Secreto Chinês e o descobre numa clínica de mudança genética, uma clínica ilegal e experimental de transformação de DNA, que ele explode junto com Jinx, uma agente da NSA. Zao é descoberto na clínica por Bond, que interrompe seu tratamento, fazendo-o fugir depois de uma troca de tiros com seus capangas, com a aparência alterada apenas a meio, careca, albino, com veias azuis aparentes e os diamantes ainda encrustados pelo corpo.
Mais tarde, no Palácio de Gelo do milionário Gustav Graves, a nova identidade do renegado Coronel Moon, na Islândia, Zao e Bond se enfrentam numa perseguição de carros sobre o gelo, onde Bond o engana com sua camuflagem 'invisível', desenvolvida por Q para seu Aston Martin V12 Vanquish e faz com que o terrorista bata na parede de gelo do palácio caindo na água gelada que o invade por dentro, depois de tudo estar sendo explodido por Jinx. Bond observa  a luta de Zao para não se afogar e se manter na superfície congelada do que era o chão do grande salão do lugar, e atira num pesado candelabro no teto logo acima do assassino - ironicamente feito de diamantes - que despenca e esmaga Zao na água, empalando-o.